# Cantone di Guaranda
Il cantone di Guaranda è un cantone dell'Ecuador che si trova nella provincia di Bolívar.
Il capoluogo del cantone è Guaranda.